# Parafia św. Wawrzyńca w Turowcu
Parafia św. Wawrzyńca w Turowcu – parafia Kościoła Polskokatolickiego w RP, położona w dekanacie lubelsko-chełmskim diecezji warszawskiej. Msze św. celebrowane są w niedzielę o 12:00.
Parafia św. Wawrzyńca w Turowcu została zorganizowana w latach 1927–1928 i jest jedną z najstarszych parafii Kościoła Narodowego w Polsce. Przy swoim założeniu liczyła 720 wiernych. Organizatorem jej był ks. Jan Kędzierski. W latach 1933–1939 w parafii duszpasterzował ks. Józef Kwolek, który z Turowca został wywieziony do obozu koncentracyjnego w Dachau. Ks. Kwolek po wojnie przewodniczył jako najstarszy duchowny I synodowi Kościoła.  W latach międzywojennych w parafii pracowali duszpasterze: ks. Zbigniew Ancewicz (1928), ks. Jan Choroszucha (1929) i ks. Bohdan Kalinowicz (1929-1933). Po wywiezieniu do obozu ks. Kwolka parafię objął ks. Izydor Kędzierski (1939-1954). Następnie parafię objął ks. Henryk Grochocki (1955-1958), który spoczywa na parafialnym cmentarzu. 
Po zmarłym ks. Grochockim przez 32 lata duszpasterzował tu ks. Jan Wąsik (zm. 2011), który wybudował obecną plebanię. Po nim przez kilka lat proboszczem był ks. Daniel Olesiński (zm. 2013) i ks. Piotr Mikołajczak, który przeprowadził remont parafialnej świątyni. W latach 2002–2007 w Turowcu gorliwie duszpasterzował także inny młody kapłan, ks. Andrzej Pastuszek. Dzięki jego staraniom odnowiono wnętrze świątyni, wyremontowano plebanię, uporządkowano otaczający świątynię duży plac przykościelny, czyniąc z niego estetyczny park. Ksiądz administrator zajął się również młodzieżą, organizując dla niej zajęcia pozaszkolne w świetlicy, na plebanii oraz obozy wypoczynkowe w czasie ferii szkolnych. Od 2008 w parafii duszpasterzował ks. Artur Korpik, a od 15 czerwca 2011 obowiązki kapłańskie sprawował ks. Jacek Zdrojewski. W 2012 ks. Zdrojewski (jako reprezentant parafii) uczestniczył w IV Spotkaniach Trzech Kultur w Wojsławicach. W tym samym roku przypadła uroczystość 85-lecia parafii. Z tej okazji ponownie wyremontowano kościół, zawieszono nową drogę krzyżową oraz tablicę upamiętniającą posługę zmarłego proboszcza ks. Jana Wąsika. Od marca 2014 proboszczem parafii jest ks. Jacenty Sołtys, który dojeżdża z Majdanu Leśniowskiego.
Od 28 czerwca 2011 funkcjonuje oficjalna strona parafialna, którą w pierwszych latach prowadziło kolegium redakcyjne pod kierunkiem ks. Jacka Zdrojewskiego.